# Domènec Rovira II
Domènec Rovira II   (Sant Feliu de Guíxols, segle XVII - 1689) fou un imatger i escultor català, conegut també per Domènec Rovira II i Domènec Rovira el Jove per a poder diferenciar-lo del seu oncle també anomenat Domènec Rovira (c. 1579-c. 1670).

## Biografia
Els seus primers treballs els realitzà al costat del seu oncle, la mestria del qual no arribaria a assolir. La Confraria dels Dolors de Barcelona el contractà el 1665 per fer uns Misteris de la Presentació i Jesús davant els doctors (1666). El 1668 li fou pagada una imatge de Sant Pau per a la façana de la Casa de Convalescència, que, tanmateix, no agradà als administradors. El 1669, el Duc de Cardona li encarregà les imatges de San Bernat, San Benet i l'Assumpció de la façana del monestir de Poblet. Del 1670 al 1681 treballà al retaule major de l'església l'Arboç, iniciat amb el seu oncle, que morí a l'inici dels treballs.
Va col·laborar amb l'escultor Francesc Grau, el 1678, efectuant la part arquitectònica del sepulcre del bisbe Oleguer de Barcelona per a la catedral de Barcelona (possiblement la més reeixida de les seves obres); també junts es van encarregar de la realització dels retaules de la Concepció per a la catedral de Tarragona i l'església d'Alcover.